# Onoda, 10 000 nuits dans la jungle
Pour les articles homonymes, voir Onoda.
Pour plus de détails, voir Fiche technique et Distribution.
Onoda, 10 000 nuits dans la jungle (ONODA 一万夜を越えて, Onoda: Ichiman ya o koete) est un film de guerre en langues japonaise et philippine, coécrit et réalisé par Arthur Harari, sorti en 2021.
Il raconte, d’une manière très fortement romancée, l'histoire de Hirō Onoda, un soldat japonais qui, ignorant que son pays a capitulé en 1945, continue, jusqu'en 1974, à défendre l'île de Lubang aux Philippines, où il a été affecté contre une éventuelle contre-attaque américaine.
À sa sortie, le film reçoit des critiques très élogieuses, mais le public n'est pas au rendez-vous. À la 47e cérémonie des César en 2022, il reçoit le César du meilleur scénario original.

## Synopsis
Hirō Onoda ne veut pas mourir pour la patrie à l'inverse de nombre de ses jeunes compatriotes japonais. Ce trait de caractère lui vaut d'être repéré et sélectionné dans une section secrète de l'armée, où il sera formé à la guérilla avant d'être envoyé dans les Philippines sur l'île de Lubang. Peu de temps après cette affectation, la guerre s'achève. Pour le sous-lieutenant Onoda, replié dans le centre de l'île avec une poignée d'hommes, tous les signes de la défaite ne sont que des ruses des Américains. Il vivra près de trente ans reclus dans la jungle avant de finalement rendre les armes.

## Fiche technique
Sauf indication contraire, les informations mentionnées dans cette section peuvent être confirmées par la base de données cinématographiques IMDb,  présente dans la section « Liens externes ».
- Titre français : Onoda, 10 000 nuits dans la jungle
- Titre japonais : ONODA 一万夜を越えて
- Réalisation : Arthur Harari
- Scénario : Arthur Harari et Vincent Poymiro
- Costumes : Catherine Marchand
- Photographie : Tom Harari
- Montage : Laurent Sénéchal
- Musique : Olivier Marguerit
- Production : Nicolas Anthomé
- Sociétés de production : Bathysphere, To Be Continued, Ascent Films, Pandora Film Production, Chipangu, Frakas Production, AntiArchive[1]
- Société de distribution : Le Pacte (France)
- Budget : environ cinq millions d'euros[2]
- Pays de production :  France,  Italie,  Japon,  Belgique,  Allemagne,  Cambodge[1]
- Langue originale : japonais
- Format : couleur — 2,35:1
- Genres : drame, film de guerre, film historique
- Durée : 167 minutes
- Dates de sortie :
  - France : 7 juillet 2021 (Festival de Cannes 2021)[3] ; 21 juillet 2021 (sortie nationale)[1]
  - Japon : 8 octobre 2021[4]

## Distribution
- Yūya Endō (ja) (VF : Hugo Brunswick) : Hirō Onoda, jeune
- Kanji Tsuda (VF : Stéphane Fourreau) : Hirō Onoda, âgé
- Yūya Matsuura (ja) (VF : Julien Allouf) : Kinshichi Kozuka jeune
- Tetsuya Chiba (II) (ja)[5],[6](VF : Marc Perez) : Kinshichi Kozuka âgé
- Kai Inowaki (VF : Damien Le Délézir) : Yuichi Akatsu
- Shinsuke Katō (VF : Philipp Weissert) : Shoichi Shimada
- Taiga Nakano (ja) (VF : Oscar Douieb) : Norio Suzuki, le touriste
- Issei Ogata (VF : Féodor Atkine) : le major Yoshimi Taniguchi
- Nobuhiro Suwa : le père de Hirō Onoda
- Mutsuo Yoshioka (ja) (VF : Ludovic Plestran)  : le capitaine Hayakawa
- Tomomitsu Adachi (ja) : Kuroda
- Kyūsaku Shimada (VF : Eric Lichou) : le lieutenant Suehiro
- Angeli Bayani : Iniez
- Jemuel Cedrick Satumba : le prisonnier philippin

## Production
Le producteur du film, Nicolas Anthomé suit Arthur Harari depuis ses premiers courts métrages tournés entre 2005 et 2013. Trouver des financements en France s'avère difficile du fait que le film est tourné en langue japonaise, le producteur doit se tourner vers la Belgique, l'Allemagne, l'Italie et le Japon, pour atteindre un budget avoisinant les cinq millions d'euros.
Après un casting qui dure un an, le tournage — bien que l'action du film se déroule aux Philippines — a eu lieu au Cambodge sur trois mois de fin 2018 à début 2019,.

## Accueil

### Critique
En France, le site Allociné recense une moyenne des critiques presse de 4,4/5.

### Public
Avec 43 000 entrées et 200 000 euros de recettes, le film est un échec public et commercial : le seul budget de production était de 3 millions d'euros.

## Distinctions

### Récompenses
- Prix Louis-Delluc 2021[10]
- César 2022 : César du meilleur scénario original[11]
- Prix du meilleur film français du Syndicat français de la critique de cinéma 2021[12]

### Nominations
- César 2022 : 
  - Meilleur film
  - Meilleure réalisation
  - Meilleure photographie
- Magritte 2022 : meilleur film étranger

### Sélection
- Festival de Cannes 2021 : film d'ouverture de la section Un certain regard[3]